# Dekanat Neuhof-Großenlüder
Das Dekanat Neuhof-Großenlüder ist eines von zehn Dekanaten im römisch-katholischen Bistum Fulda. Es umfasst grob den südwestlichen Teil des Landkreises Fulda. Es grenzt im Osten an die Dekanate Fulda und Rhön, im Süden an das Dekanat Kinzigtal sowie das Bistum Würzburg und im Westen und Norden an das Bistum Mainz.
Dechant ist Thomas Maleja, Pfarrer von Flieden.

## Geschichte
Mit der Dekanatsreform zum 1. April 2007 wurde das Dekanat Neuhof-Großenlüder als eines von zehn Dekanaten des Bistums Fulda neu errichtet. Es entstand aus den namensgebenden bisherigen Dekanaten Neuhof und Großenlüder.

## Gliederung
Das Dekanat Neuhof-Großenlüder gliedert sich in die folgenden zwei Pastoralverbünde:
| Pastoralverbünde                   | zugehörige Pfarreien und Kuratien mit Filialen |
| ---------------------------------- | --- |
| Kleinheiligkreuz                   | - Heilig Kreuz im Fuldaer Land mit der Pfarrkirche St. Georg (Großenlüder) sowie den Filialen St. Simplicius und Faustinus (Hainzell), St. Johannes der Täufer (Kleinlüder), Antonius der Einsiedler (Müs), St. Vitus (Bad Salzschlirf), St. Laurentius (Bimbach), St. Jakobus der Ältere (Malkes), St. Vitus und St. Elisabeth (Lütterz), St. Simon und Judas (Blankenau), St. Valentinus (Eichenau), St. Sebastian (Uffhausen), St. Peter und Paul (Hosenfeld), St. Rochus (Jossa) und St. Nikolaus (Schletzenhausen) sowie der Wallfahrtskirche Kleinheiligkreuz                                                              |
| St. Barbara Flieden-Kalbach-Neuhof | - St. Kilian (Kalbach) mit der Pfarrkirche St. Sebastian (Mittelkalbach) sowie den Filialen St. Laurentius (Niederkalbach), St. Bonifatius (Uttrichshausen) und St. Vitus (Veitsteinbach) - St. Michael (Neuhof) mit den Filialen St. Josef (Dorfborn) und St. Maria (Tiefengruben) - Mariae Himmelfahrt (Rommerz) - St. Bartholomäus (Hauswurz) mit der Filiale St. Maria Rosenkranzkönigin (Weidenau) - Christkönig (Flieden) mit der Pfarrkirche St. Goar (Flieden) und den Filialen St. Joseph (Magdlos), Mariä Himmelfahrt (Rückers), Hl. Familie (Döngesmühle), Mariä Himmelfahrt (Buchenrod) und Hl. Herz Jesu (Schweben) |